# پا (کالبدشناسی)

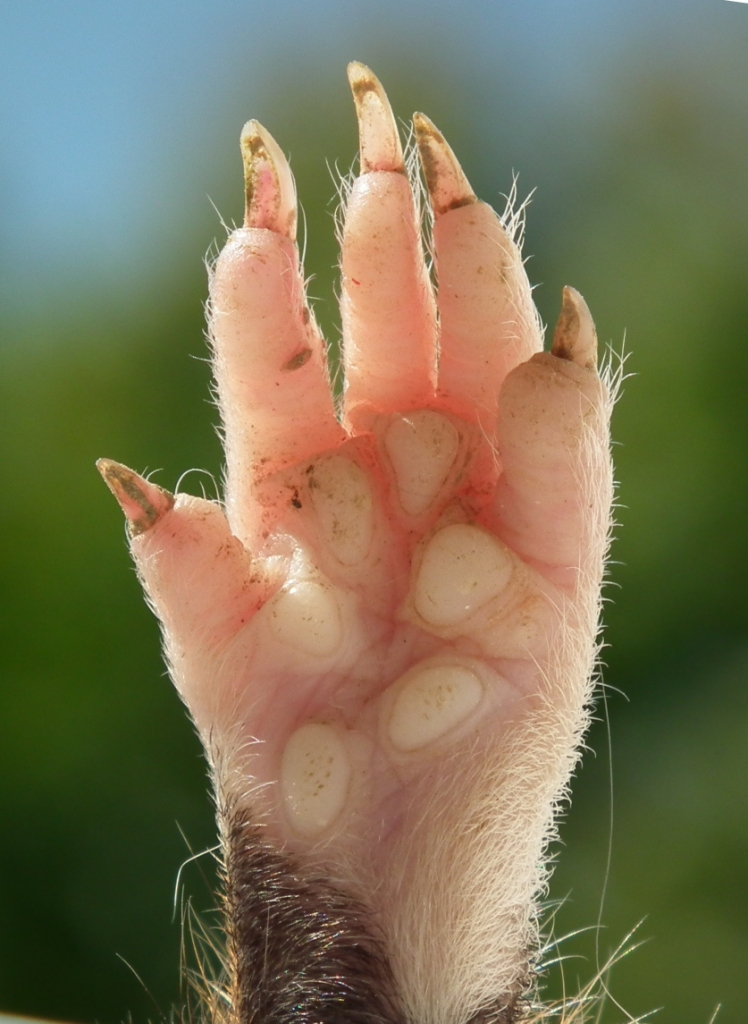
پای جونده، همستر اوراسیایی Cricetus cricetus

پا (در لاتین pes به معنی پا است)، یک اصطلاح جانورشناسی برای بخش انتهایی اندام عقبی جانوران چهاراندامان است. این بخشی از اندام اپنج‌انگشتی است که شامل استخوان کف پا و انگشتان (بند انگشت‌ها) می‌شود. در طول تکامل، شکل‌های مختلفی به خود گرفته و کارکردهای مختلفی را انجام داده‌است. می‌توان آن را با پای نخستی‌ها، اندام عقبی تحتانی جانوران سم‌دار، بخش پایینی پای دایناسورها از جمله پرندگان یا پنجه عقبی نشان داد. همچنین در «پنجه» عقب خزندگان دریایی منقرض‌شده مانند نزدیک‌سوسماران نشان داده شده‌است. کهن‌ترین انواع چهارپایان، هفت یا هشت انگشت داشتند.